# Sitting on Top of the World (Delta Goodrem)
Sitting on Top of the World è il primo singolo del quarto album della cantautrice australiana Delta Goodrem, Child of the Universe (2012), pubblicato in radio il 5 aprile 2012 e pubblicato ufficialmente il 13 aprile 2012.